# Les Chères
Les Chères is een gemeente in het Franse departement Rhône (regio Auvergne-Rhône-Alpes). De plaats maakt deel uit van het arrondissement Lyon. Les Chères telde op 1 januari 2022 1.504 inwoners.

## Geografie
De oppervlakte van Les Chères bedroeg op 1 januari 2022 5,46 vierkante kilometer; de bevolkingsdichtheid was toen 275,5 inwoners per km².

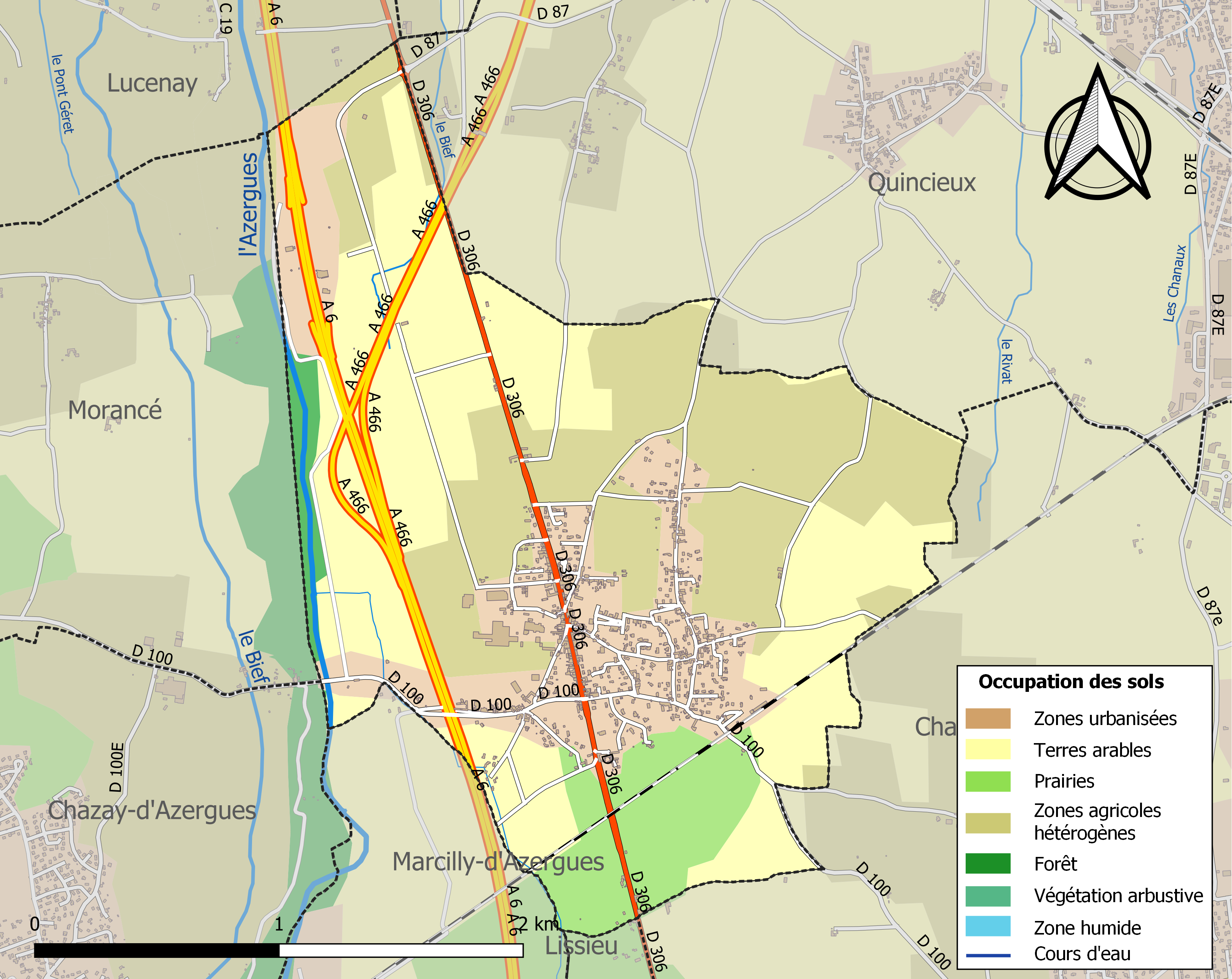
Kaart van de gemeente met de belangrijkste infrastructuur, bodemgebruik en omliggende gemeenten

## Demografie
Onderstaande figuur toont het verloop van het inwonertal (bron: INSEE-tellingen).